# Scytalopus meridanus
A Scytalopus meridanus a madarak osztályának verébalakúak (Passeriformes) rendjébe és a fedettcsőrűfélék (Rhinocryptidae) családjába tartozó faj.

## Rendszerezése
A fajt Carl Edward Hellmayr osztrák ornitológus írta le 1922-ben, a Scytalopus latebricola alfajaként, Scytalopus latebricola meridanus néven.

## Alfajai
- Scytalopus meridanus fuscicauda Hellmayr, 1922
- Scytalopus meridanus meridanus Hellmayr, 1922[2]

## Előfordulása
Dél-Amerika északi részén, Kolumbia és Venezuela területén honos. Természetes élőhelyei a szubtrópusi és trópusi hegyi esőerdők. Állandó, nem vonuló faj.

## Megjelenése
Testhossza 11 centiméter

## Természetvédelmi helyzete
Az elterjedési területe nem nagy, egyedszáma viszont stabil. A Természetvédelmi Világszövetség Vörös listáján nem fenyegetett fajként szerepel.